# دميان كراجيشنيك
دميان كراجيشنيك هو لاعب كرة قدم بوسني في مركز الوسط، ولد في 29 أبريل 1997 في بيلينا في البوسنة والهرسك. لعب مع نادي بارتيزان.

## وصلات خارجية
- دميان كراجيشنيك على موقع قاعدة بيانات كرة القدم.إي يو (الإنجليزية)
- دميان كراجيشنيك على موقع بيانات كرة القدم. دي إي (الألمانية)
- دميان كراجيشنيك على موقع Soccerbase.com (لاعب) (الإنجليزية)
- دميان كراجيشنيك على موقع Soccerway.com (الإنجليزية)
- دميان كراجيشنيك على موقع عالم كرة القدم.نت (الإنجليزية)